# Rexea bengalensis
Rexea bengalensis är en fiskart som först beskrevs av Alcock, 1894.  Rexea bengalensis ingår i släktet Rexea och familjen havsgäddefiskar. Inga underarter finns listade i Catalogue of Life.